# Hamaracara
Hamaracara (em persa antigo: *hmāra-kara-; lit. "contador"; em documentos aquemênidas da Babilônia: ḫammarakara, ammarkarra/ammari(/u)akal; em aramaico: hmrkrʾ; em parta: ʾḥmrkr; em persa médio: ḥmʾlkly e ʾmʾlkly; em armênio/arménio: համարակար; romaniz.: hamarakar) foi um título atestado em várias fontes do Império Aquemênida e de períodos posteriores. Seus titulares eram agentes financeiros reais, comumente citados como testemunhas em transações legais.
Segundo Muhammad A. Dandamayev, provavelmente todos os titulares citados em textos cuneiformes, a julgar por seus nomes, foram babilônicos. Sua primeira menção ocorre num documento emitido na Babilônia durante o reinado do xá Dário I (r. 521–486 a.C.). Com exceção deste e dos cuneiformes do Museu Real de Ontário, todas as referências ao título provém do arquivo da família Marasu que floresceu em Nipur na segunda metade do século V a.C.. Dentre os titulares precoces notabilizou-se o eunuco Artoxares.
A primeira menção em aramaico ocorre num pós-escrito de um documento elamita composto na área de Persépolis em 504 a.C.. Também há outra menção nesta língua num documento de Elefantina, segundo o qual "contadores do tesouro" estavam para expedir alguns dos materiais necessários para reparar um barco. Também é feito uso deste título em cartas da segunda metade do século V a.C. do sátrapa do Egito Arsames endereçadas ao administrador de suas propriedades no país e para os ditos "contadores".
Há menções deste título em textos de Nisa do século I a.C., bem como em documentos em hebreu, armênio e siríaco. Nas bulas partas e sassânida foi utilizado para se referir a ministros financeiros de vários distritos. Na História de Heráclio do historiador armênio do século VII Sebeos, há menção a um episódio no qual o xá sassânida, visando atrair para si os nacarares armênios da porção bizantina do país, envia o hamaracara com um grande tesouro, que é entregue aos príncipes. O resultado foi misto, pois apenas parte dos nobres armênios aliou-se com os persas.

## bibliografia
- Dandamayev, Muhammad A. (2003). «Hamarakara». Enciclopédia Irânica Vol. XI, Fasc. 6. Nova Iorque: Columbia University Press

- Sebeos (1999).  Thomson, R. W. (trad.); Howard-Johnston, James; Greenwood, Tim, ed. Armenian History Attributed to Sebeos. Liverpool: Liverpool University Press